# Diemenomyia praetenuis
Diemenomyia praetenuis là một loài ruồi trong họ Limoniidae. Chúng phân bố ở miền Australasia.